# Premia inflacyjna
Premia inflacyjna – różnica pomiędzy nominalną i realną stopą procentową, rekompensująca inwestorom utratę siły nabywczej spowodowaną inflacją. Z premią inflacyjną mają do czynienia również kredytobiorcy. Ich korzyść (premia) polega na tym, że kredyty zaciągnięte w okresie wysokiej inflacji spłacają w przyszłości środkami pieniężnym o mniejszej sile nabywczej.